# Liste des patriarches orthodoxes d'Antioche
La liste des patriarches orthodoxes d'Antioche reprend les patriarches d'obédience orthodoxe et dits « melchites » d'Antioche, primats de l'Église orthodoxe d'Antioche.

## Patriarches d'Antioche et de tout l'Orient
- Paul II (été 519 - printemps 521)
- Euphrasios (printemps 521 - 25 mai 526)
- Éphrem (avril/mai 527-545), auteur de CPG 6902-6916
- Domnin (545-559)
- Anastase Ier (559-570)
- Grégoire Ier (570-593)
- Anastase Ier (restauré) (25 mars 593-598)
- Anastase II (fin 598 ou début 599-609)
  - Vacance de 20 ans ; ensuite, de 637 jusqu'en 702, patriarches résidant en fait à Constantinople
- Macédonius (629-après 649)
- Georges Ier (? - ?)
- Macaire Ier ( ? - 7 mars 681)
- Théophane (entre 8 mars et 5 avril 681- ?)
- Thomas ( ? - 685)
- Georges II (685-702)
  - Vacance de 40 ans
- Étienne III (742/743 - 744/745)
- Théophylacte Bar-Qânbara (744-750)
- Théodore Ier (750/751-773/774)
- Théodoret (avant 787 - ?)
- Job (813/814-844/845)
- Nicolas Ier (845-867)
  - Eustathe d'Antioche concurrent 845 - entre 861 et 869
- Étienne IV (870)
- Théodose Ier (870-890)
- Siméon Ier (892-907)
- Élie Ier (907 - 24 juillet 934)
- Théodose II (août 936 - 943)
- Théocharistos d'Antioche (944-948)
- Christophe d'Antioche (960-969)
- Eustrate (novembre ou décembre 969)
- Théodore II (23 janvier 970 - 29 mai 976)
- Agapius Ier (20 janvier 978 - septembre 996)
- Jean III d'Antioche (4 octobre 996 - juillet 1021)
- Nicolas II (17 février 1025- 8 octobre 103?)
- Elie II (1er avril 1032 - 8 septembre 1033)
- Théodore III (3 mars 1034 - 24 septembre 1042)
- Basile II d'Antioche II ( ? - ? )
- Pierre III (printemps 1052 - après août 1056)
- Denys ou Jean IV (après août 1056 - avant 15 août 1057)
- Théodose III (30 août 1057 - après le 4 avril 1059)
- Émilien (1074-1079/1080)
- Nicéphore le Noir (1079/1080 - ?)
- Jean IV ou V (peut-être 1088/1089[1] -février 1091/octobre 1100)

Après 1098, le Patriarcat orthodoxe est exilé, d'abord à Constantinople, le patriarche ayant été remplacé par un patriarche latin.

## Patriarches melchites selonVenance Grumel
- Jean V ou VI (1106-1134)
- Luc (1137/1138 - 1156)
- Sotérichos Panteugénos (fin 1156 patriarche élu, mais ensuite repoussé le 1er mai 1157)
- Athanase Ier (1157 - 22 juin 1171)
- Cyrille II (1173 - 1179 ou après)
- Théodore IV Balsamon (avant 1189 - 1195 ou après )
- Siméon II  (avant 1206 - après 1235)
- David  ( ?-? )
- Manuel Karantinos (1217-1222)
- Euthyme Ier (avant 1257 - vers 1274)
- Théodose V de Villehardouin (juin 1275 - 1283/1284)

Après Théodose V, le Patriarcat est rétabli à Antioche.
- Arsène Ier, transféré de Tripoli (1283/1284 - vers 1286)
- Cyrille III, transféré de Tyr (29 juin 1287 - vers 1308)
- Denys Ier ou II transféré de Pompéiopolis concurrent en Cilicie en 1287 non reconnu par Constantinople ; resté seul titulaire de 1309 à 1316
- Cyrille IV  ( ? - ? )
- Denys II ou III ( ? - ? )
- Sophrone ( ? - ? )

Avec Ignace II, le Patriarcat est transféré à Damas.
- Ignace II (1344 - avant 1359)
- Pachomius Ier (avant 1359 - 1368)
- Michel III (1368 - 17 août 1375)
- Pachomius Ier restauré (août 1375 - milieu 1377)
- Marc Ier (milieu 1377 - 10 avril 1378)
- Pachomius Ier  (3) (avril 1378-19 décembre 1386)
- Nilus (avant janvier 1388 - ?)
- Nicon (? - 11 janvier 1395) [2]
- Michel III  (6 février 1395 - 18 avril 1412)
- Pachomius II (1er juin 1412 - 9 octobre 1412)
- Joachim II (? - 1424/1425)
- Marc II (1426/1427 - ? )
- Dorothée II (1434/1435 - 8 septembre 1451)
- Michel IV (14 septembre 1451-1456)
- Marc IV (1456 - 1457/1458)
- Joachim III (avant juin 1458 - 1er juin 1459)
- Grégoire III (vers 1470/1474 - avant 1484)
- Dorothée III (avant 1484 - après 1500)

## Époque moderne
- Michel V (après 1500-1541)
- Dorothée IV (1541-1543)
- Joachim IV (1543-1576)
- Michel VI (1577-1581)
- Joachim V (1581-1592)
- Joachim VI (1593-1604)
- Dorothée V (en) (1604-1611)
- Athanase III (en) (1611-1619)
- Ignace III (en) (1619-1631), en opposition jusqu'en 1628 avec Cyrille IV Dabbas[3]
- Euthyme II ou III (en) (1635-1636)
- Euthyme III ou IV (en) (1636-1648)
- Macaire III (1648-1672)
- Néophyte Ier (1674-1684)
- Athanase IV (1686-1694)
- Cyrille III (1694-1720)
- Athanase IV (1720-1724)
- Sylvestre Ier (1724-1766)
- Philémon Ier (1766-1767)
- Daniel Ier (1767-1791)
- Euthyme V (1792-1813)
- Séraphin Ier (1813-1823)
- Méthode Ier (1823-1850)
- Hiérothée Ier (1850-1885)
- Gérasime Ier (1885-1891)
- Spyridon Ier (1892-1898)
- Mélèce II (1899-1906)
- Grégoire IV (1906-1928)
- Alexandre III (1928-1958)
- Théodose VI (1958-1970)
- Élie IV (1970-1979)
- Ignace IV (1979-2012)
- Jean X (2012-)